# Église Saint-Marc de Montagnac-d'Auberoche
L'église Saint-Marc est une église catholique située à Montagnac-d'Auberoche, en France, de style roman, datant du XIIe siècle pour la partie la plus ancienne.
Elle fait l'objet d'une protection au titre des monuments historiques.

## Localisation
L'église Saint-Marc est située en Périgord central, dans le département de la Dordogne, au cœur du village de Montagnac-d'Auberoche.

## Historique et architecture
Sa construction en style roman remonte au XIIe siècle. Il en subsiste le chœur et l'avant-chœur, qui à l'époque était surmonté d'un clocher. Le clocher-mur et la nef, plus tardifs, datent des XIVe et XVe siècles.
L'édifice est aligné est-nord-est/ouest-sud-ouest, présentant à l'ouest un portail à trois voussures surmonté par le clocher-peigne à trois baies campanaires, où ne subsiste plus qu'une seule cloche. La nef, l'avant-chœur et le chœur terminé en abside lui font suite.
L'intérieur de l'église, ceint d'une litre funéraire armoriée, présente quelques peintures murales. À l'extérieur, côté sud, sont alignées six pierres tombales.
L'édifice est inscrit le 11 mai 1981 au titre des monuments historiques.

## Galerie de photos

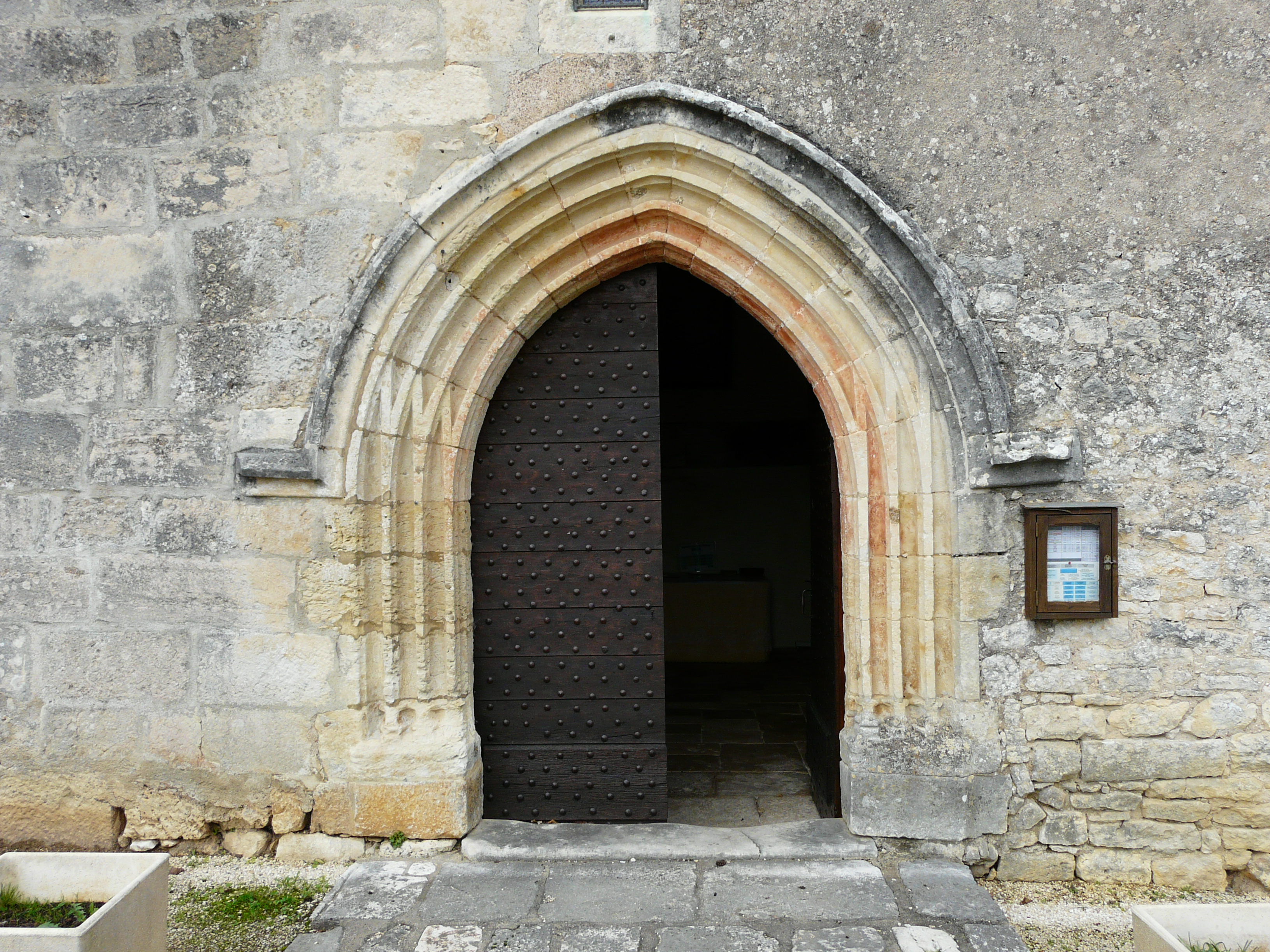
Le portail.
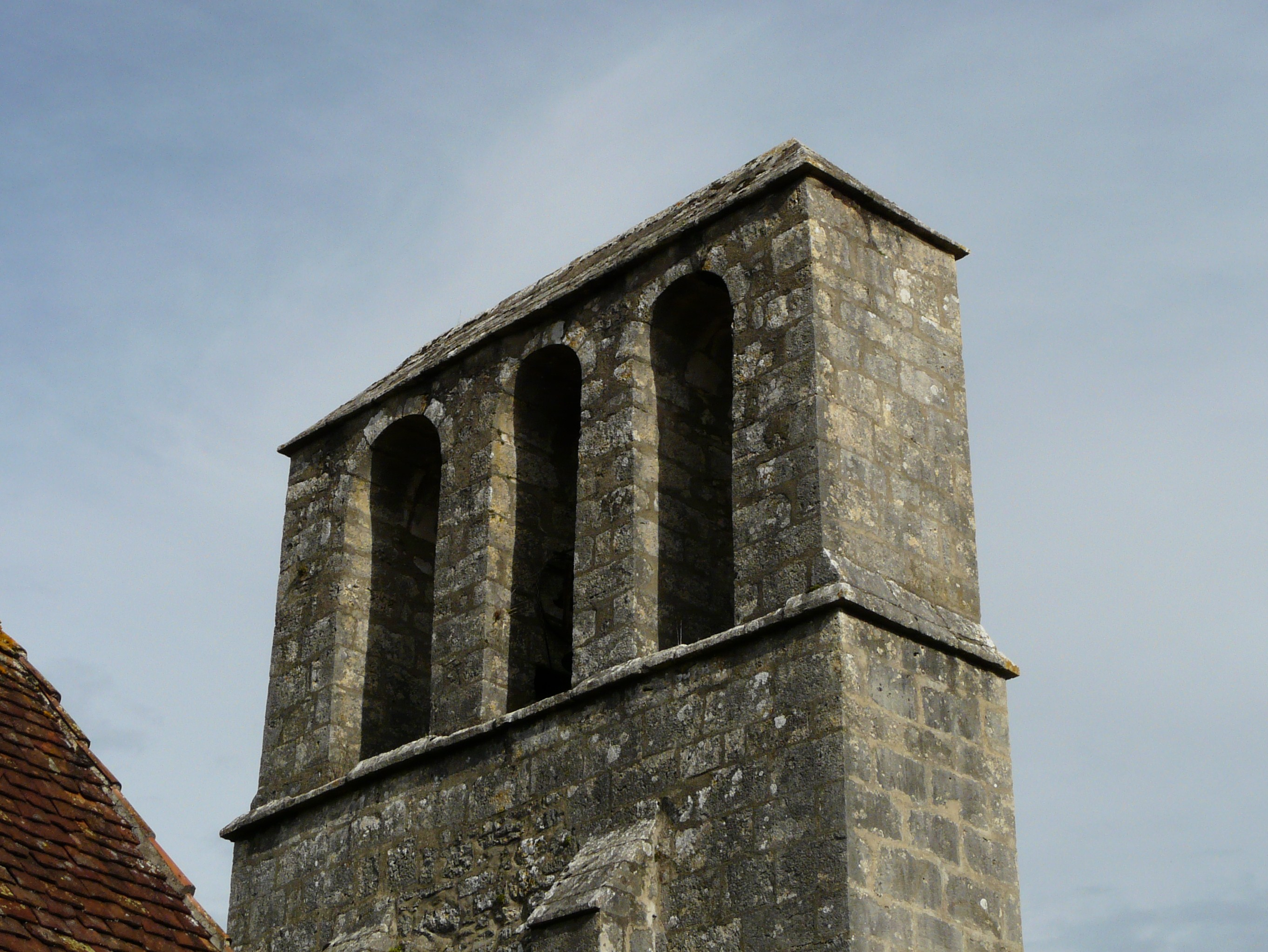
Le clocher-mur.
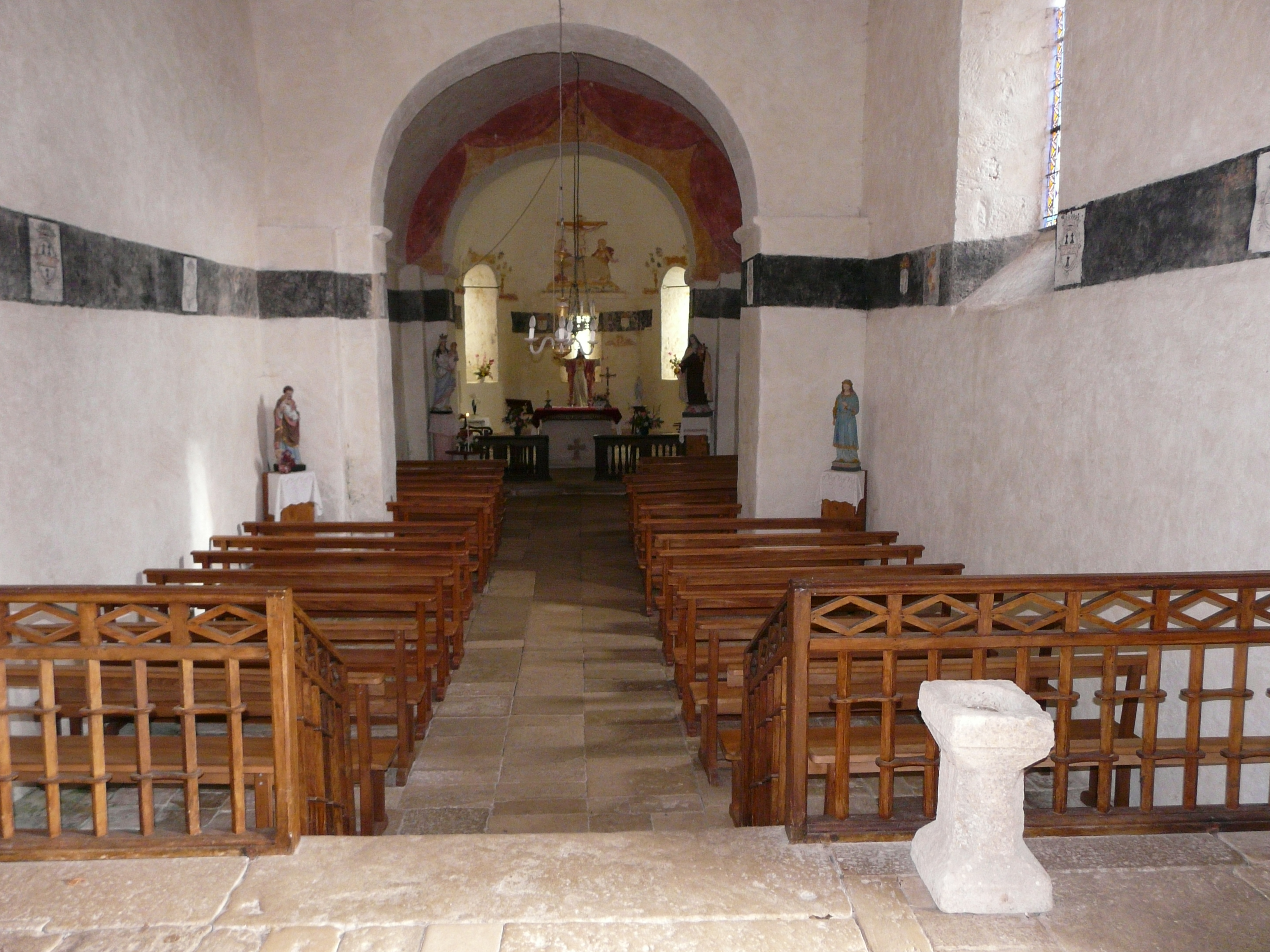
La nef.
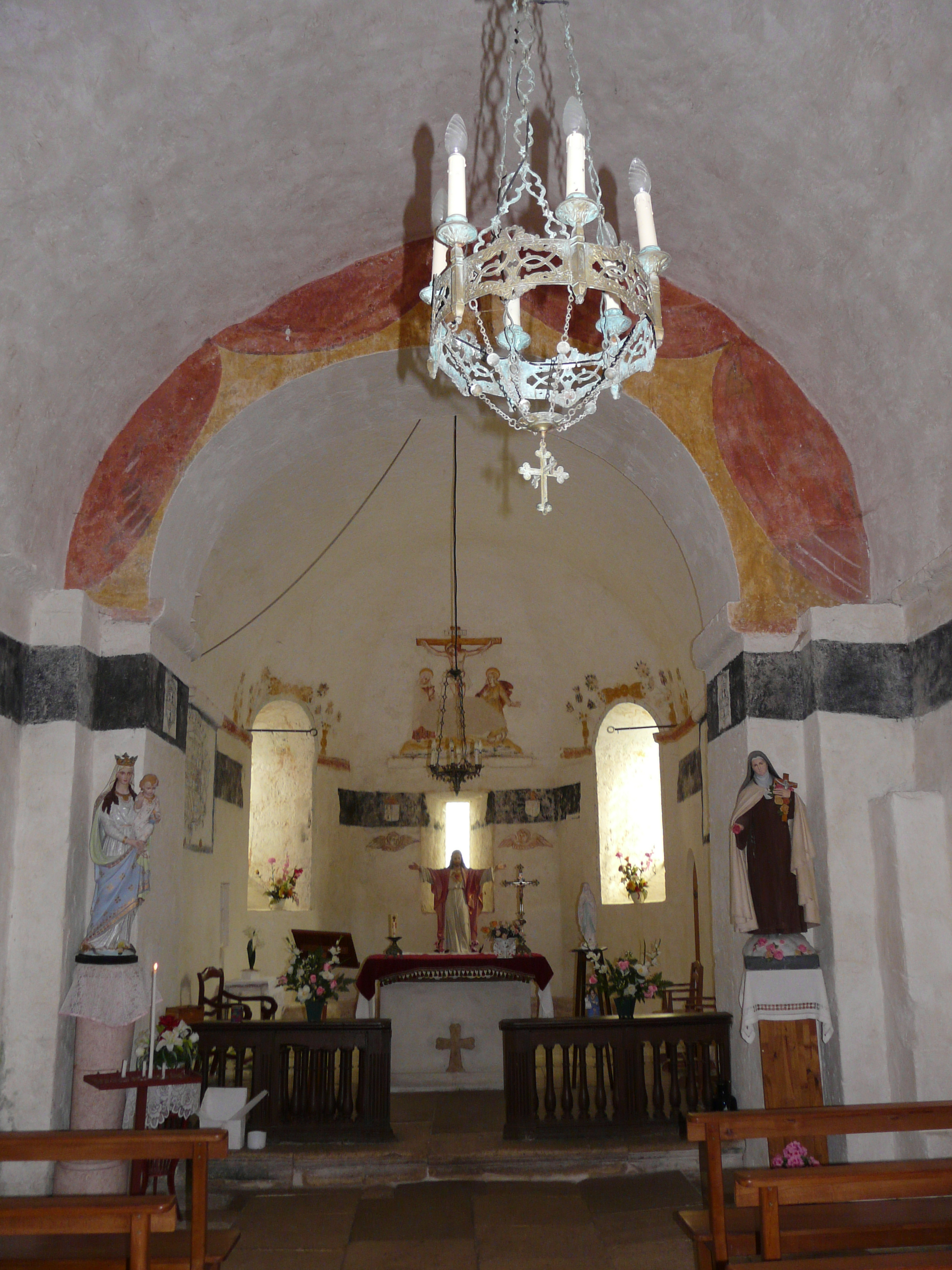
Le chœur.
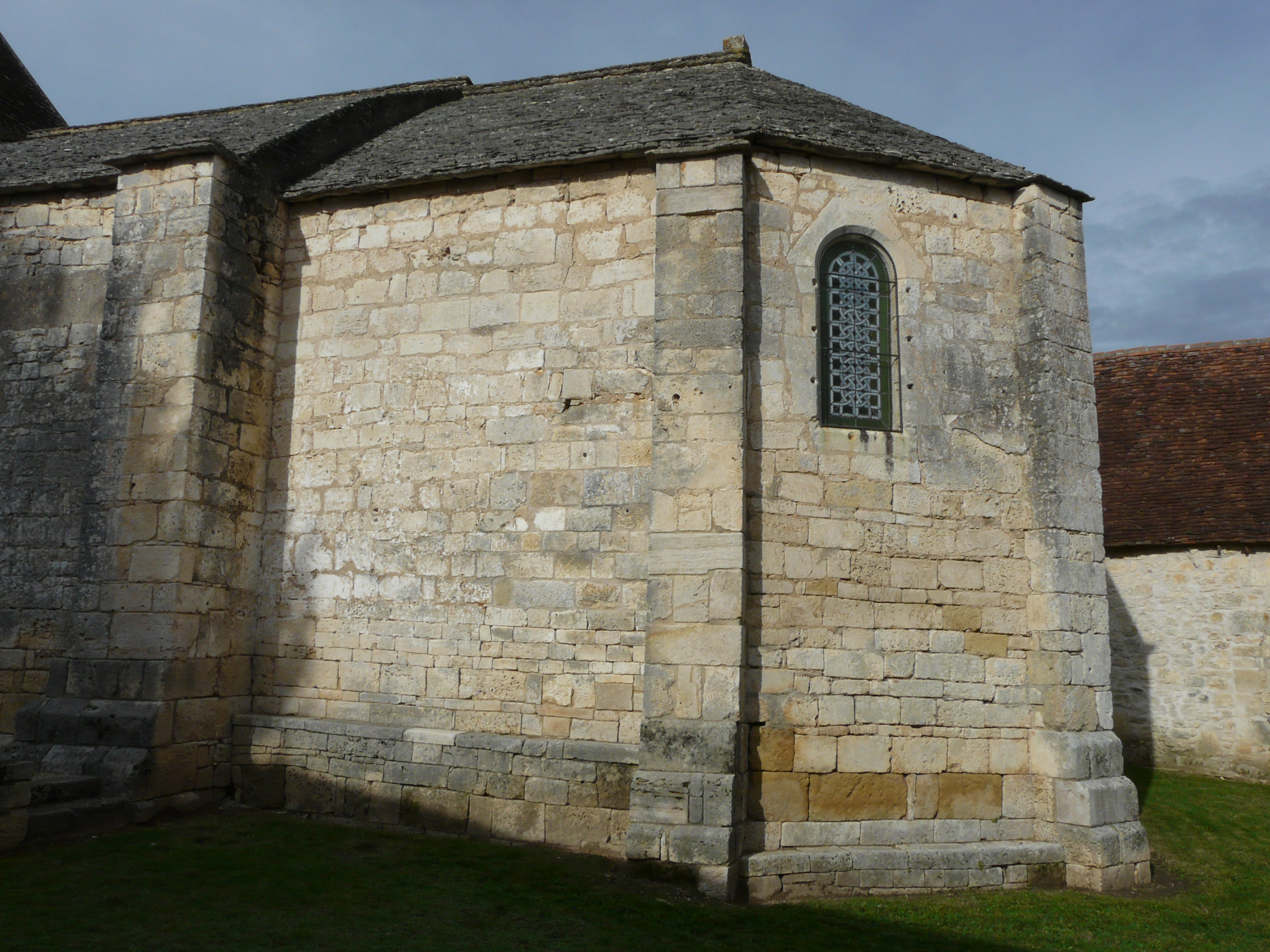
L'abside, polygonale à l'extérieur.
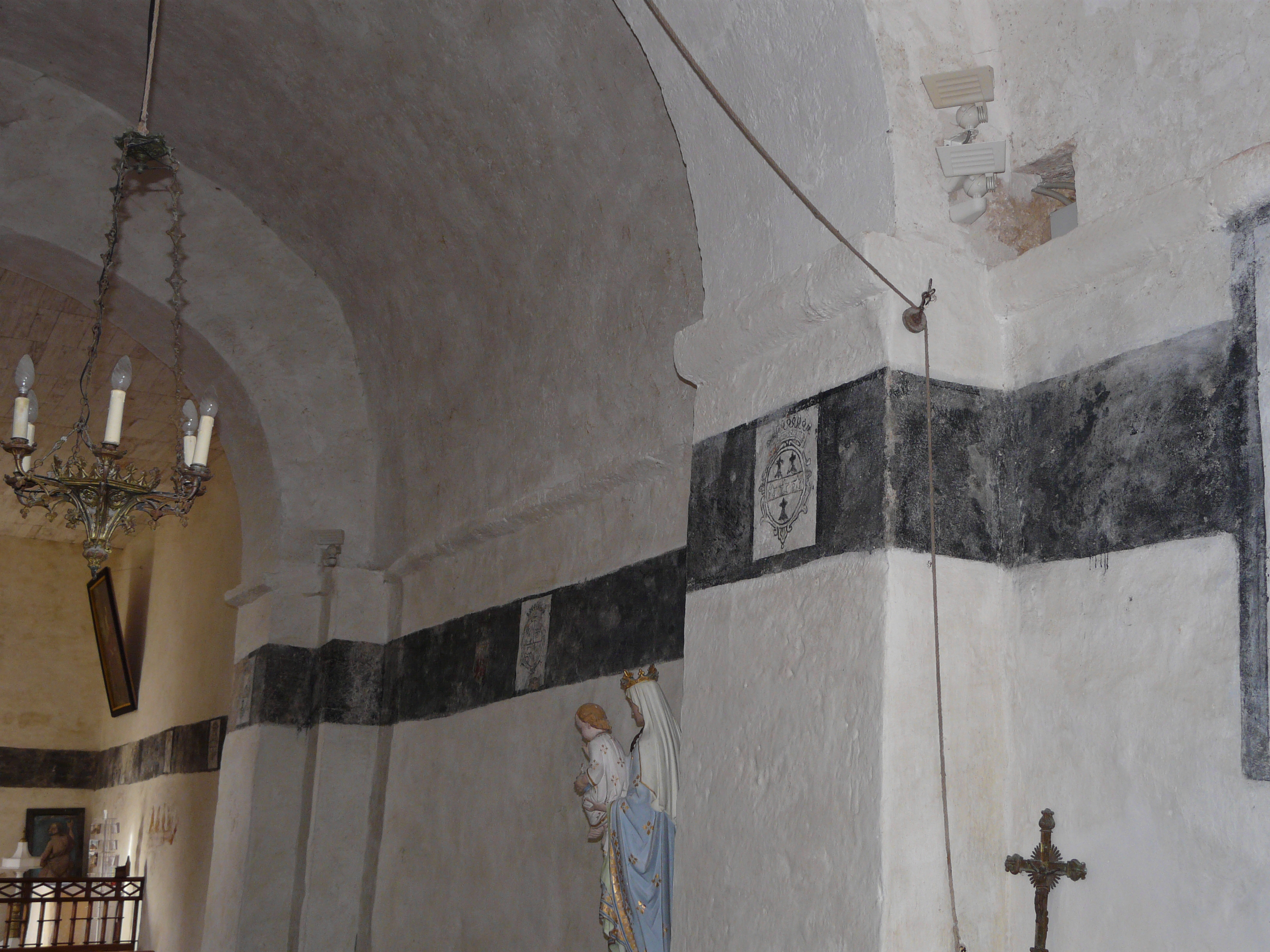
La litre funéraire.
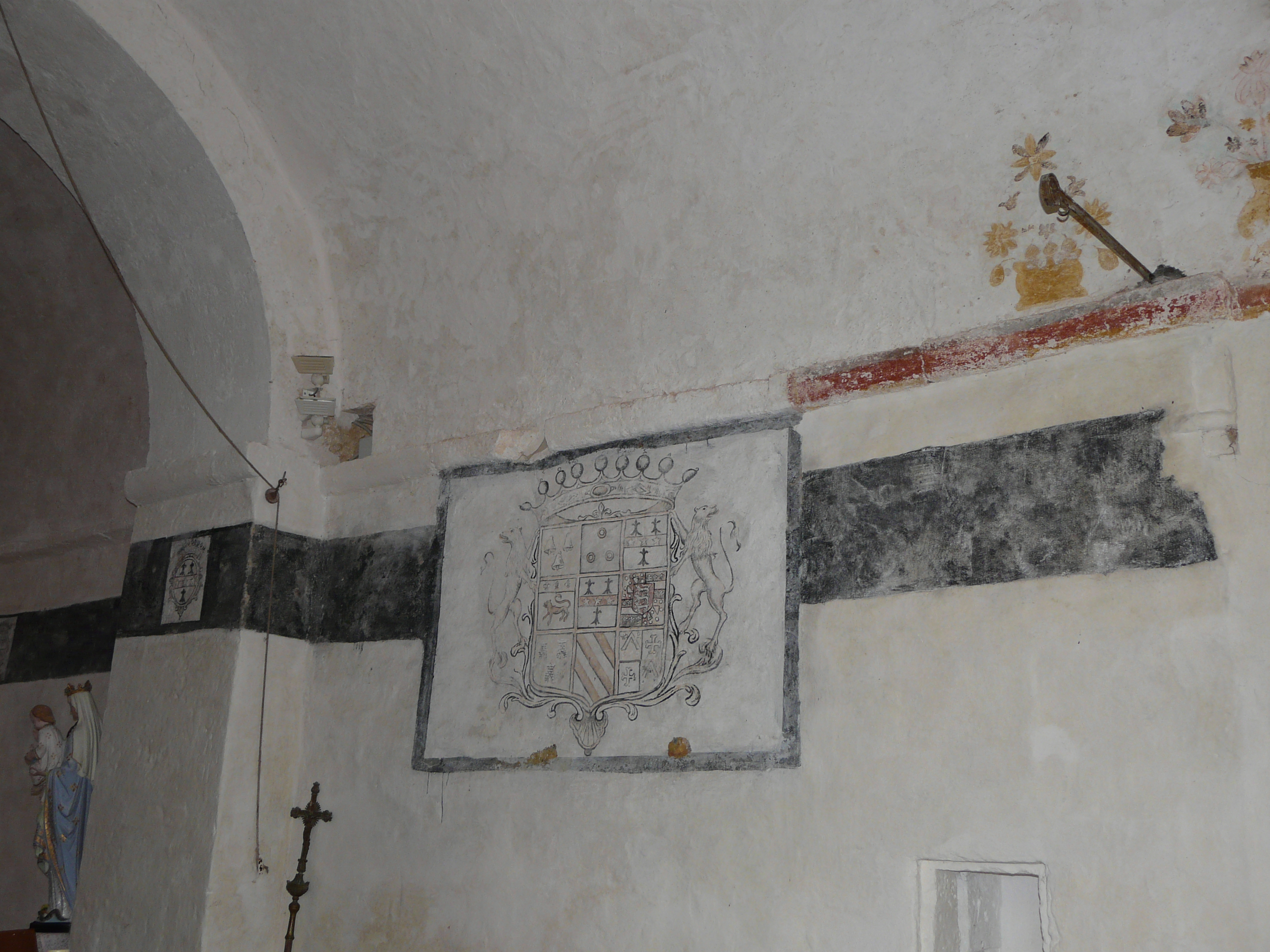
Détail de la litre funéraire.
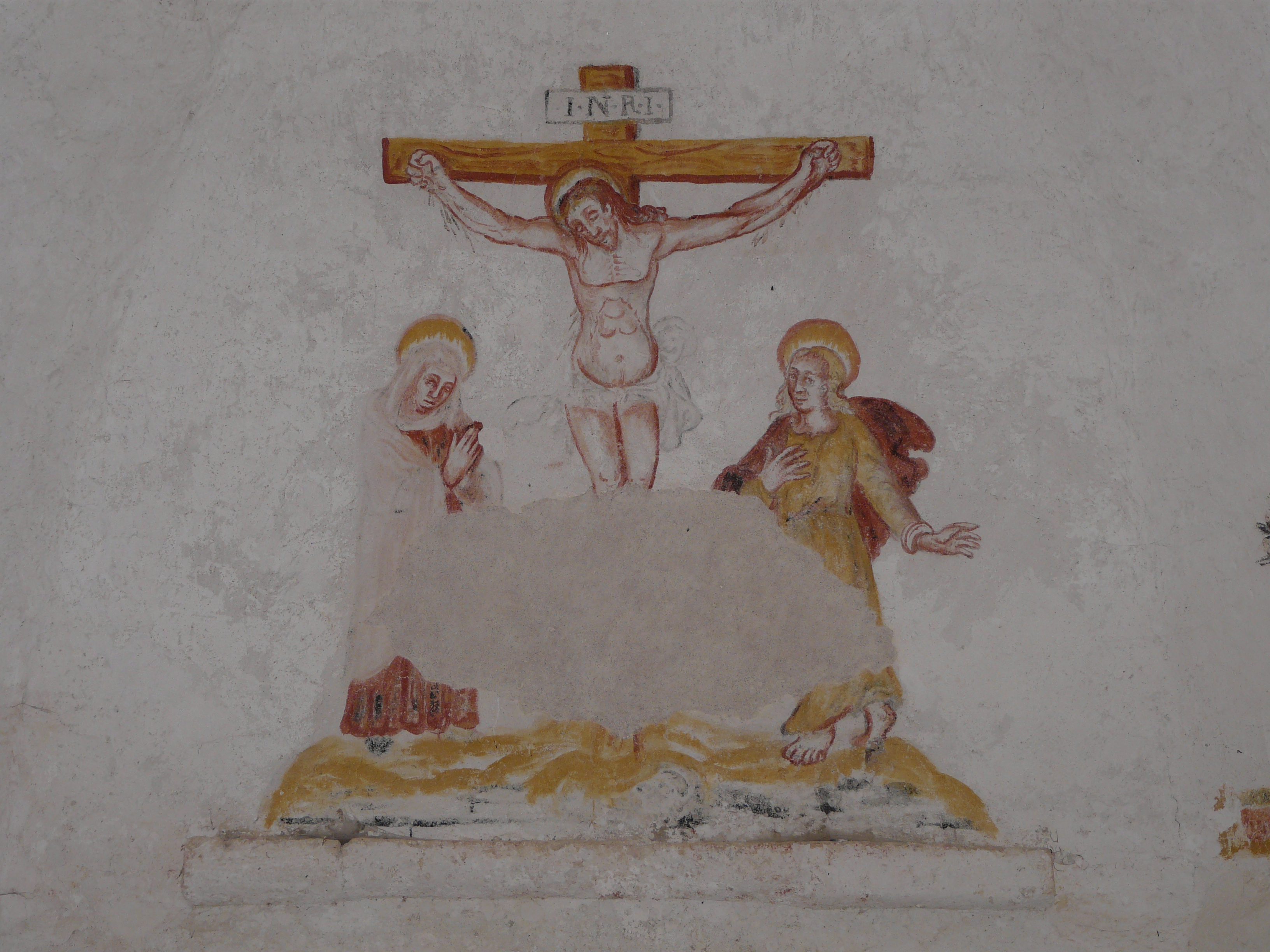
Peinture représentant le Stabat Mater.